# Jean-Jacques Champin
Jean-Jacques Champin (Sceaux, 8 settembre 1796 – Parigi, 25 febbraio 1860) è stato un litografo e illustratore francese.

## Biografia
Era un allievo di Storelli e di Regnier e si dedicò soprattutto ai paesaggi storici. Litografò una serie di vedute della vecchia Parigi ed in collaborazione con Regnier ha prodotto Habitations des personages les plus destinies de la France depuis 1790 jusqu'a nos jours.
Ha anche contribuito a disegnare la Magasin Pittorresque, l'illustration e molte altre pubblicazioni illustrate del suo tempo.
Morì nel 1860.